# Trinks (Unternehmen)

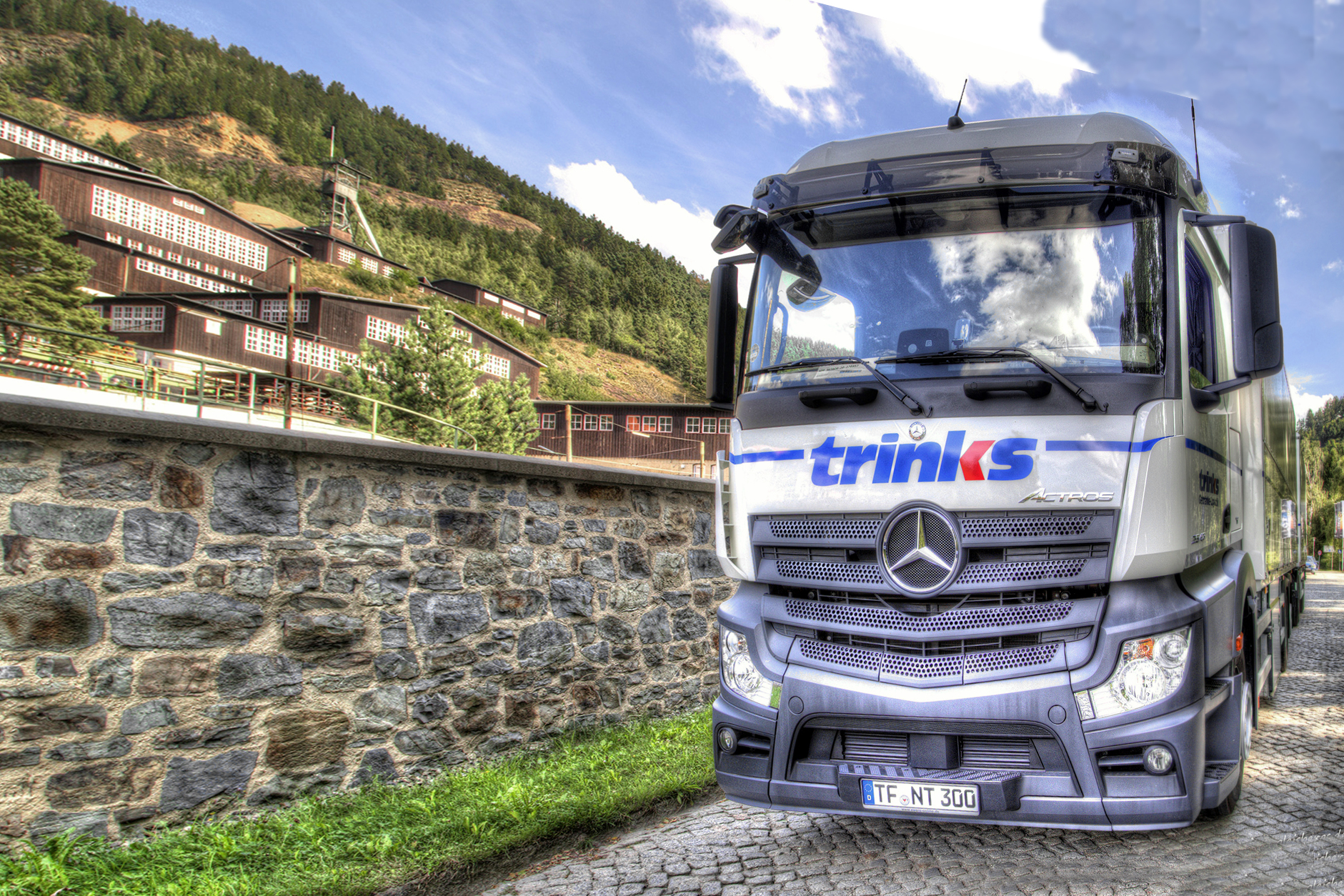
Trinks-LKW

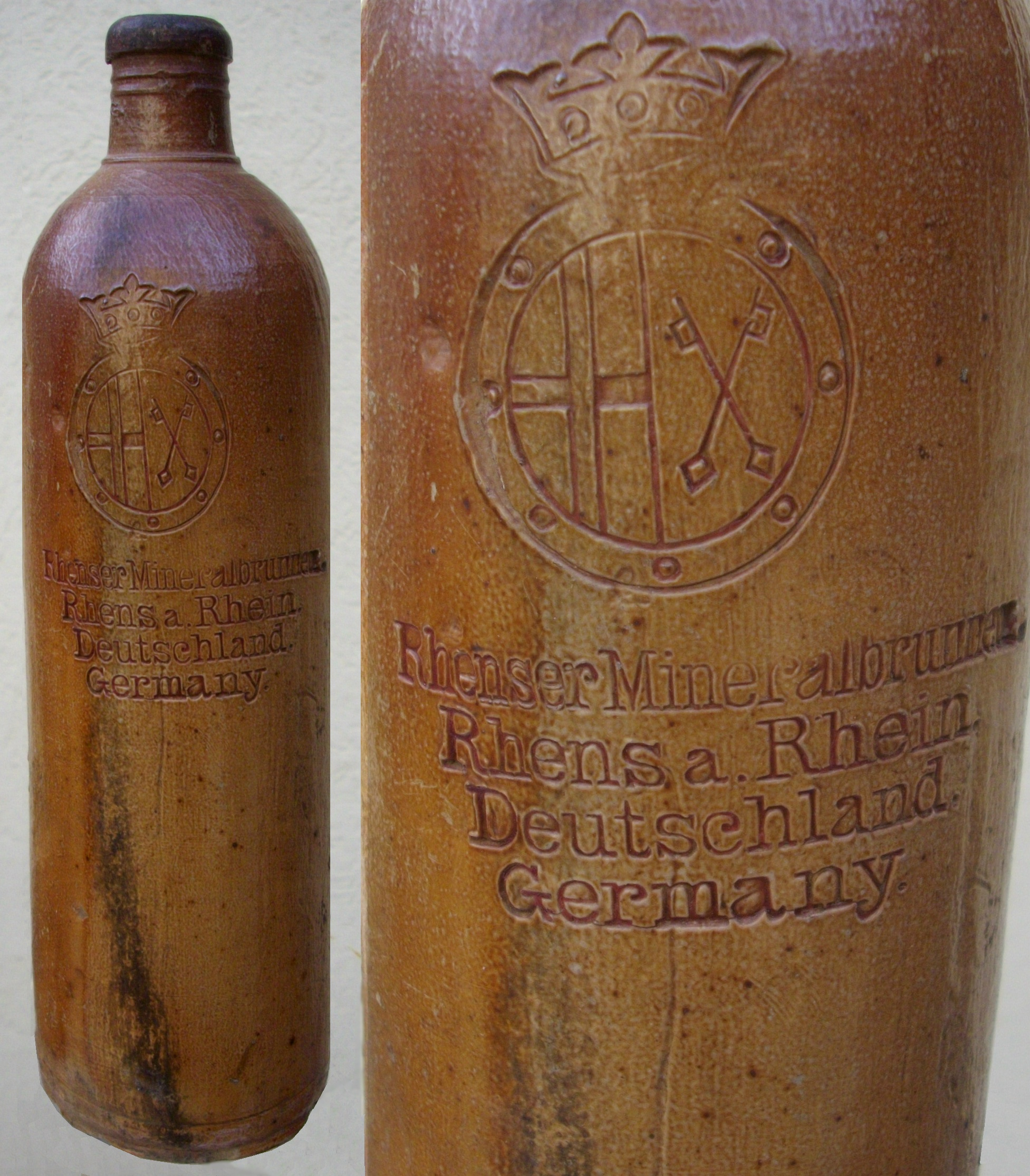
Mineralwasserflasche „Rhenser Mineralbrunnen“, 19. Jahrhundert

Die Trinks-Gruppe ist ein Getränkelogistikdienstleister für den Lebensmitteleinzelhandel, aber auch für die Gastronomie. Der Unternehmenssitz befand sich bis 2022 in Goslar und seit diesem Zeitpunkt in Hennef (Sieg).

## Geschichte

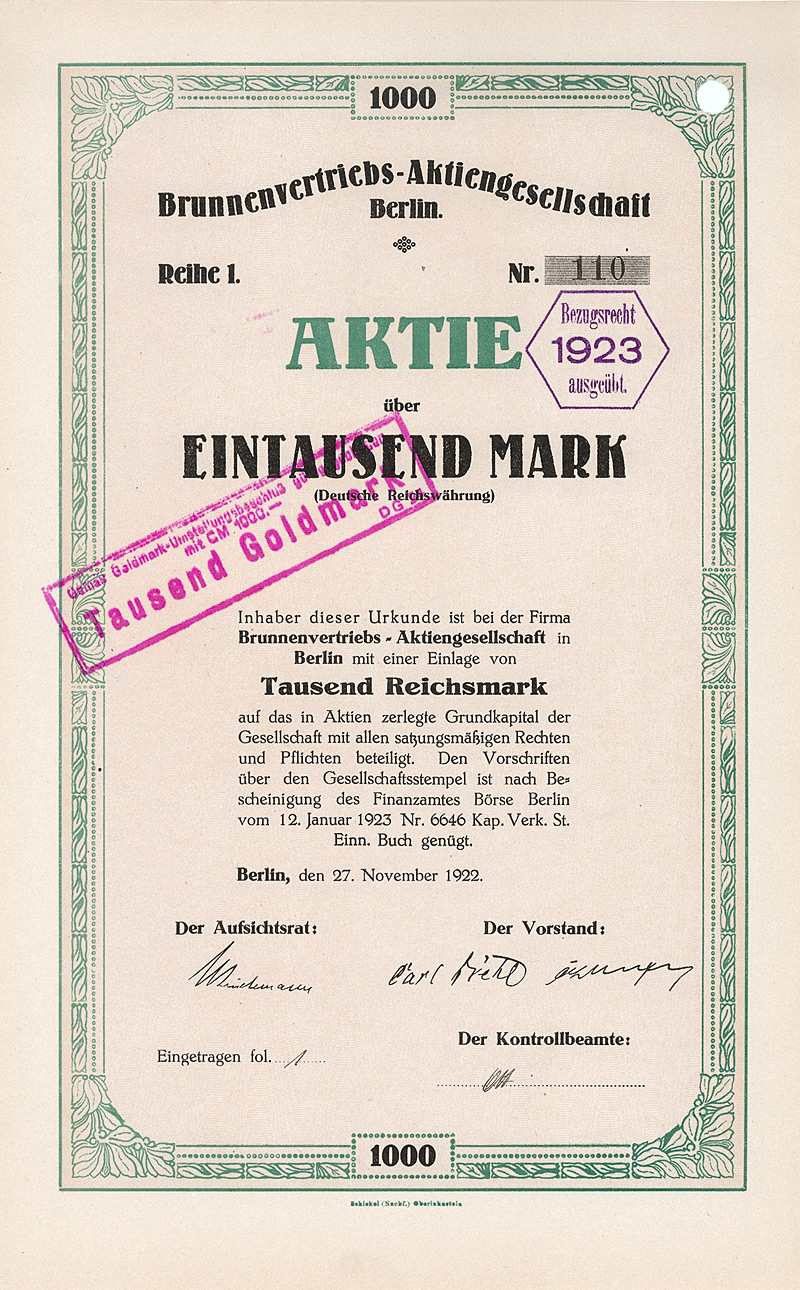
Aktie über 1000 Mark der Brunnenvertriebs-AG vom 27. November 1922

1735 gründete der Kaufmann J. F. Heyl in Berlin eine Großhandlung für Heil- und Mineralwasser.  1878 schloss er sich mit der ebenfalls in Berlin ansässigen Großhandlung Dr. M. Lehmann zur Dr. M. Lehmann und J. F. Heyl & Co. zusammen. Ab 1922 arbeitete das Unternehmen mit der Rhenser Mineralbrunnen AG zusammen. Nachfolgend wurden beide Unternehmen zur Brunnenvertriebs-AG zusammengeschlossen. Wegen der Blockade Berlins nach dem Zweiten Weltkrieg wurde der Firmensitz 1948 nach Goslar verlegt und gleichzeitig der Firmenname in Trinks AG geändert. 1953 wurde die AG in eine GmbH umgewandelt. Der Rhenser Mineralbrunnen und die Trinks GmbH gehörten inzwischen zur Blaue Quellen AG, die 1974 von Nestlé übernommen wurde. Nun wurde das Niederlassungsnetz systematisch ausgebaut.
Hatte die Trinks GmbH 1976 noch einen Jahresumsatz von umgerechnet 36 Mio. Euro, so wurde 2004 die 1-Mrd.-Euro-Grenze überschritten. Durch die Zukäufe mehrerer Unternehmen (2010: Wetterauer Getränkelogistik GmbH, 2011: M. Hubauer GmbH & Co. Getränke & Logistik KG, 2012: WIFA Getränke-Logistik GmbH & Co. KG) beläuft sich der Jahresumsatz der Trinks-Gruppe auf nunmehr ca. 1,6 Mrd. Euro (2018).
Rückwirkend zum 1. Januar 2018 wurden sämtliche Kommanditanteile der Bier-Hövelmann GmbH & Co. KG von der Mineralquellen und Getränke H. Hövelmann GmbH erworben. Innerhalb der Trinks-Unternehmensgruppe wird Bier-Hövelmann als eigenständiges Unternehmen fortgeführt.

## Trinks heute
Die Trinks-Gruppe verfügt über ein bundesweit flächendeckendes Netz von Niederlassungen. Neben der Zentrale in Hennef befinden sich die Standorte der Trinks-Gruppe in Friedberg, Großbeeren, Achim, Dormagen, Thiendorf, Hamburg, Hohenhameln, Lüneburg, Wolfshagen (Uckerland), Krostitz, Hennef, Brechen, Fürstenfeldbruck, Töging, Kaufbeuren, Rosbach und Neumünster.
Mit einer eigenen Flotte von ca. 350 Lkw werden die vertriebenen Produkte bei den jeweiligen Herstellern abgeholt und zu den einzelnen Niederlassungen verbracht. Dort werden sie den Kundenwünschen entsprechend kommissioniert und mit Verteilerfahrzeugen zu den ca. 10.000 Verkaufspunkten transportiert.

## Gesellschafter
Aktuelle Gesellschafter der Trinks GmbH sowie der Trinks Süd GmbH sind seit 2023 nach einer Kapitalerhöhung die REWE Group (50 %), die Bitburger Braugruppe (16,66 %), die GL Verwaltungs GmbH (Krombacher) (16,66 %) sowie Warsteiner Distribution Beteiligungsgesellschaft mbH (16,66 %). Bis Mitte 2021 besaß auch Nestlé Waters Deutschland einen Anteil von 25 % an dem Unternehmen, die 3 Brauereigruppen übernahmen deren Anteil zu gleichen Stücken.